# Франково (Великопольське воєводство)
Франково (пол. Frankowo, нім. Frankenhofen) — село в Польщі, у гміні Осечна Лещинського повіту Великопольського воєводства.
Населення — 118 осіб (2011).
У 1975-1998 роках село належало до Лешненського воєводства.

## Демографія
Демографічна структура станом на 31 березня 2011 року:
|          | Загалом | Допрацездатний вік | Працездатний вік | Постпрацездатний вік |
| -------- | ------- | ------------------ | ---------------- | -------------------- |
| Чоловіки | 66      | 16                 | 46               | 4                    |
| Жінки    | 52      | 6                  | 33               | 13                   |
| Разом    | 118     | 22                 | 79               | 17                   |